# Robert Brasillach
Robert Brasillach (31. března 1909, Perpignan, Francie – 6. února 1945, Montrouge) byl francouzský proněmecký autor v období trvání Vichistické Francie, popravený za kolaboraci.

## Život
Narodil se v Perpignanu, studoval na École normale supérieure a poté se stal spisovatelem a literárním kritikem pro Action française Charlese Maurrase. Ve své době patřil také k nejnadanějším francouzským básníkům. Je autorem uznávaných Dějin filmu (ve spoluautorství se švagrem Mauricem Bardéchem).
Brasillach zpočátku odmítal hitlerovský nacismus a vystupoval proti němu i v tisku, kam svými články přispíval. Hluboce na něj však zapůsobila návštěva Německa, především tamní všeobecný řád, zatímco předválečná Francie se zmítala v politickém chaosu. Po pádu Francie se Brasillach stal šéfredaktorem deníku Je suis partout, s nímž už dříve spolupracoval. Původně konzervativní tiskovina se po redakčních výměnách změnila v tribunu pařížských kolaborantů, kteří podporovali nacistickou politiku. Brasillach v listopadu 1942 podporoval obsazení zbytku území, jež do té doby spravovala vláda ve Vichy, protože to podle něj znamenalo „znovusjednocení Francie“. Brasillach také volal po smrti levicových politiků a v létě 1944 podepsal výzvu žádající popravy všech členů francouzského hnutí odporu. Postu šéfredaktora Je suis partout byl však přesto pro „přílišnou měkkost“ svých názorů už v září 1943 zbaven. Nahradil jej bratr později slavného mořského výzkumníka Pierre-Antoine Cousteau.
Robert Brasillach patřil mezi vybrané osobnosti, kterým Němci umožnili po nálezu hromadných hrobů polských důstojníků navštívit místo Katyňského masakru. Své svědectví následně ve Francii zveřejnil.
Po osvobození Paříže se Brasillach nějakou dobu skrýval, ale když se dozvěděl o zatčení své matky, dobrovolně se 14. září 1944 přihlásil úřadům. Dalších pět měsíců strávil ve vězení. Proces ním byl zahájen 19. ledna 1945 a byl odsouzen k trestu smrti. Tento rozsudek vzbudil v řadách francouzských literátů rozruch a nastolil otázku, nakolik je správné odsoudit k smrti někoho, kdo se dopustil pouze „intelektuální kolaborace“. Člen hnutí odporu a spisovatel François Mauriac zorganizoval petici žádající po Charlesi De Gaullovi zmírnění trestu. De Gaulle na to nepřistoupil a Brasillach stanul v Montrouge před popravčí četou. Byl pohřben na hřbitově Charonne v Paříži.

## Vybraná díla
- 1934 L'Enfant de la nuit (Děti noci)
- 1937 Comme le temps passe (Jak plyne čas)
- 1939 Les Sept Couleurs (Sedm barev)

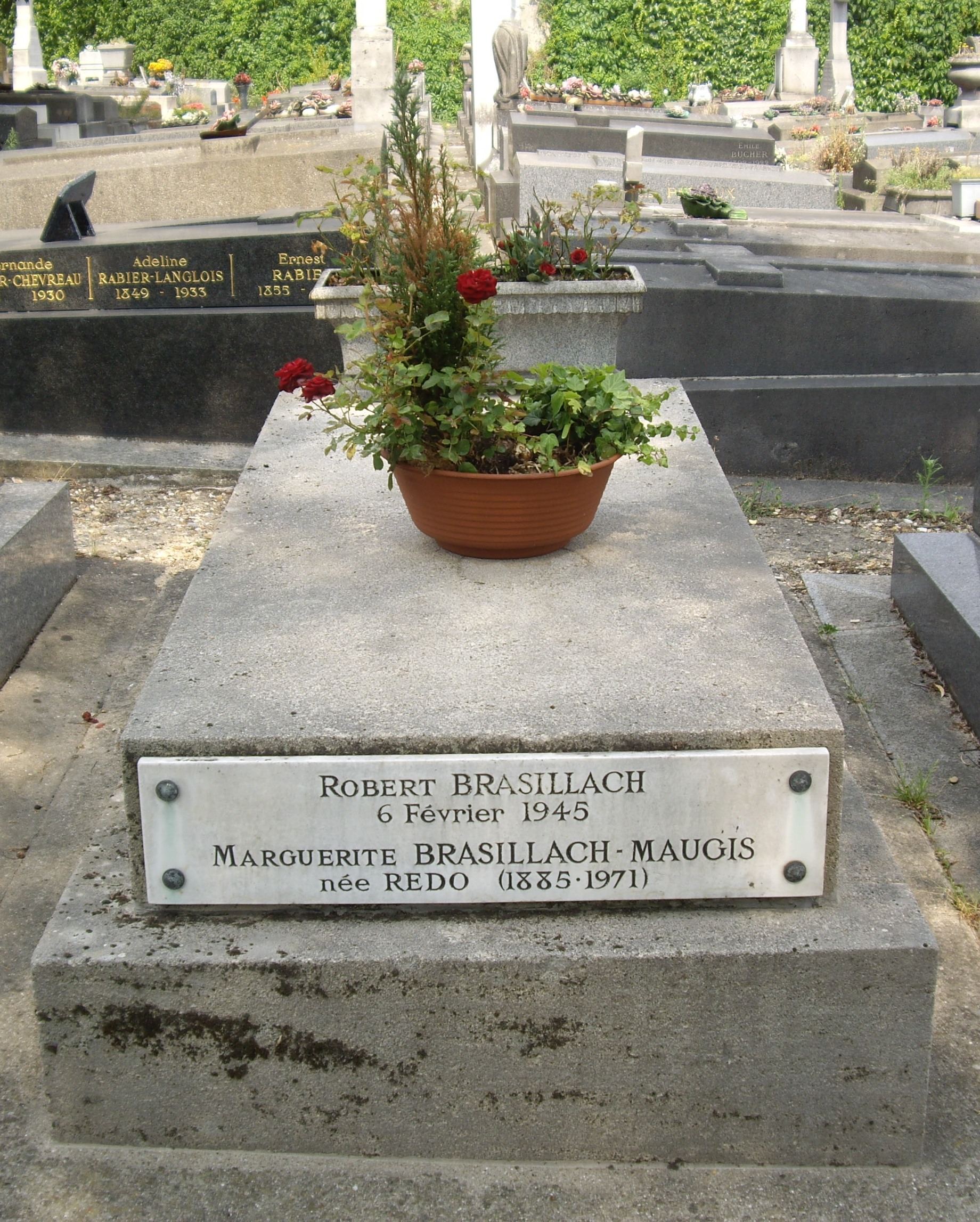
Jeho hrob na hřbitově Charonne v Paříži.